# Verhandeling over de methode

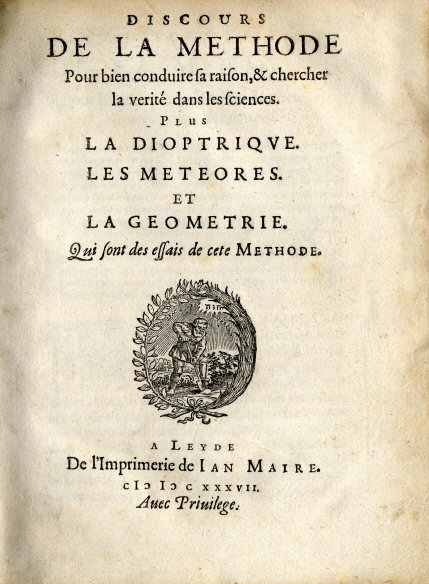
Voorpagina van de eerste uitgave van Discours de la Méthode uit 1637, uitgegeven met La Dioptrique, Les Météores en La Géométrie.

Verhandeling over de methode (Discours de la Méthode) is een filosofisch boek geschreven door de Franse filosoof René Descartes in 1637. De Verhandeling over de methode is het best bekend als de bron van het beroemde citaat "Je pense, donc je suis" ("Ik denk, dus ik ben"), dat voorkomt in deel IV van het werk.
De volledige titel luidt: Discours de la Méthode pour bien conduire sa raison, et chercher la vérité dans les sciences, ofwel: Verhandeling over de methode om de rede op de juiste manier te leiden en de waarheid in de wetenschappen te zoeken.
Het is een van de eerste pogingen tot modern natuurwetenschappelijk onderzoek. Daardoor is het een bron van de moderne "wetenschapsfilosofie".
Het boek is niet dik en ook voor een leek goed toegankelijk en vrij makkelijk leesbaar. Het was dan ook in eerste instantie gericht aan de geïnteresseerde leek, en werd bovendien geschreven in het Frans, niet in het Latijn. Er zijn drie bijlages: La Dioptrique, Les Météores en La Géométrie.

## Citaat
De eerste, ironische zin van het eerste deel luidt in vertaling:
"Het gezond verstand is van alle dingen op de wereld het gelijkmatigst verdeeld. Want iedereen vindt dat hij er zo goed van voorzien is dat zelfs degenen die in iedere andere kwestie het moeilijkst tevreden te stellen zijn er nooit meer van willen dan ze er al van hebben."

## Publicatie
Het boek werd oorspronkelijk gepubliceerd in Leiden, Nederland. Later, in 1656, werd een vertaling in het Latijn gepubliceerd in Amsterdam.